# حصن باحار (رخية)
'

تعديل مصدري - تعديل

حصن باحار هي إحدى قرى عزلة رخية بمديرية رخية التابعة لمحافظة حضرموت، بلغ تعداد سكانها 65 نسمة حسب تعداد اليمن لعام 2004.